# Сабіум
Сабіум (д/н — 1831 до н. е.) — 3-й цар Вавилона близько 1845—1831 років до н. е. (за короткою хронологією — 1781—1767 до н. е.). Відомий також як Забу.

## Життєпис
Походив з I Вавилонської (Аморейської) династії. Син царя Суму-ла'ела. Близько 1864 року до н. е. після зайняття батьком Сіппара був поставлений там правителем. Під час сходження на трон близько 1845 року до н. е. опинився в складній ситуації через невдалу війну попередника з Сін-іддінамом, царем Ларси. В результаті кордон Вавилонії відступив до лінії трохи південніше Дільбату. Проте зміг зберегти під владою Сіппар і Куту.
Водночас давній суперник місто Казаллу знову повстало. Йому на допомогу прийшов ісінський цар Енліль-бані. Для протистояння останньому уклав союз з Кудурмабугу, вождем аморейського племені ямутбала. Зрештою місто Казаллу захопили і зруйнували. Згодом також відомо про протистояння з містом-державою Ларса, але без значного успіху.
У внутрішній політиці продовжив практику розбудови Вавилону та підлеглих міст. На 7-му році в Сіппарі побудував храм Ебаббар, присвячений богу Шамашу. На 8-му — оновив храм Ураша в Дільбаті. На 9-му році звів для Мардука храм Есагілу. В самому Вавилоні на 13 році панування провів зрошувальний канал і водогін.
Йому спадкував син Апіль-Сін.